# Nadežda Popova
Nadežda Vasiljevna Popova (ukrajinski: Надія Василівна Попова, ruski: Наде́жда Васи́льевна Попо́ва; Šabanovka, 17. prosinca 1921. – Moskva, 8. srpnja 2013.), bila je sovjetska pilotkinja, sudionica Velikog domovinskog rata i heroina Sovjetskog Saveza.

## Životopis
Popova je rođena u Šabanovki, Orlovska oblast, Rusija, 17. prosinca 1921. godine. Kao kćerka željezničara odrasla je blizu površinskih iskopa uglja u Donjecku, u Ukrajini. Kao tinejdžerka voljela je glazbu, pjesmu i ples i često je sudjelovala u amaterskim predstavama i mjuziklima, maštajući o tome da jednog dana postane glumica. Časopis "Ekonomist" je pisao da je "bila slobodnog duha i da bi joj sve lako dosadilo; voljela je tango, foxtrot i da pjeva uz jazz. Tako se osjećala slobodnom." Kada je u blizini njezinog sela sletio mali zrakoplov, zaljubila se u zrakoplovstvo i sa 15 godina prijavila se u jedriličarsku školu bez roditeljskog znanja. "Svaki put kada je prilazila avionu, želudac bi joj se vezao u čvor; svaki put kad bi uzletjela, iznova bi osjećala uzbuđenje."
1937. godine, u svojoj 16 godini, izvela je svoj prvi skok padobranom i svoj prvi solo let. Unatoč protivljenju svojih roditelja, nastavila se baviti letenjem i uskoro je dobila i letačku dozvolu.
Prvobitno nije bila primljena u zrakoplovnu školu ali je, nakon intervencije Poline Osipenko, inspektorice zrakoplovstva za Moskovski vojni okrug, dobila dozvolu da upiše Hersonsku zrakopolovnu školu na kojoj je diplomirala sa 18 godina i postala instruktoricom letenja.

### Drugi svjetski rat
Na početku Drugog svjetskog rata Popova se dobrovoljno prijavila u ratno zrakopolovstvo, ali je vlada bila zabranila sudjelovanje žena u borbi zbog čega je bila odbijena. Međutim, već u listopadu 1941. godine Josif Staljin je izdao naredbu za formiranje tri zrakoplovna puka sastavljena od žena pilota.
Popovu, čiji brat Leonid je poginuo na bojišnici 1941. godine i čiji dom su okupirale njemačkih snage, Marina Raskova poslala je u grad Engels kako bi se pridružila ostalim ženama koje su započele obuku za vojne pilotkinje. Nakon završetka obuke pridružila se noćnom bombarderskom puku i napredovala je do položaja zapovjednice 2. ženskog puka (1941.—1945.), koji je letio na dvokrilnim zrakoplovima Polikarpov Po-2, koji su prije rata bili korišteni za zaprašivanje usjeva. Ženski puk letio je isključivo noću; njihovi avioni, koji nisu bili opremljeni strojnicama, radio-uređajima, radarom ili padobranima, bili bi laka meta po danu.
10. ožujka 1942. godine, Popova je predvodila formaciju aviona na trenažnom letu kada su se dva aviona izgubila u snježnoj oluji i razbila o zemlju. Ženske posade oba aviona koje su poginule pri padu bile su prvi gubici koje je njezina jedinica pretrpjela. Nakon završetka obuke bila je poslana u borbu, na dijelu bojišnice koji je bio blizu njezinog rodnog kraja. Njezin puk bio je poznat po imenu "Noćne vještice" koje su mu nadjenuli Nijemci "zato što je zvuk šuštanja koje su proizvodili njihovi avioni od šperploče i platna podsjećali Nijemce na zvuk vještičje metle".
Popova je bila oborena nekoliko puta tijekom svoje trogodišnje zrakoplovne službe, ali nikada nije bila teško ranjena. 2. kolovoza 1942. godine bila je na izviđačkom letu kada su je spazili i napali njemački lovci koji su ju prisilili na slijetanje u blizini mjesta Čerkask. Dok se vraćala u svoju postrojbu, pridružila se sovjetskoj motoriziranoj koloni gdje je, među ranjenicima upoznala svog budućeg supruga, pilota-lovca Semjona Karlamova, dok je čitao "Tihi Don".
Sudjelovala je u misiji zračnog snabdijevanja sovjetskih postrojbi opkoljenih na Maloj Zemlji, leteći kroz gustu neprijateljaku vatru iznad Novorosijska. Nakon povratka u bazu, njezin avion bio je izrešetan mecima, sve do njene mape i njezine letačke kacige.
Kada je Crvena armija počela potiskivavati njemačke snage natrag na zapad, njezina postrojba pratila je povlačenje Nijemaca kroz Bjelorusiju i Poljsku, sve do Njemačke. U Poljskoj je postavila svoj osobni rekord obavivši 18 letova u jednoj noći. Popova je tijekom Drugog svjetskog rata obavila ukupno 852 borbena leta kao pilotkinja 588. noćnog bombarderskog puka, koji je kasnije dobio počasno zvanje "gardijski" i preimenovan je u 46. gardijski noćni bombarderski puk.

### Poslijeratno razdoblje
46. gardijski noćni bombarderski puk bio je demobiliziran je u listopadu 1945. godine i Popova se vratila u svoj rodni grad gdje su ju sugrađani dočekali kao heroinu uz glazbu i cvijeće koje su bacali ka njenom automobilu. Tijekom dočeka, odvezli su ju u kazalište, gdje ju je čekalo 2000 ljudi, među kojima je bio i jedan od pripadnika mornaričke pješadije kojem je pomogla na Maloj zemlji.
Udala se ubrzo nakon završetka rata. Njezin suprug je nastavio sa vojnom karijerom i napredovao je do čina pukovnika u Sovjetskom ratnom zrakoplovstvu, dok je njezin sin Aleksandar diplomirao na zrakoplovnoj akademiji. Ona je nastavila raditi kao instruktorica letenja, posao kojim se bavila skoro dva desetljeća. Popova je postala udovica 1990. godine.
Popova je umrla 8. srpnja 2013. godine u 91. godini života.

## Odličja
|  | Heroj Sovjetskog Saveza (23. veljače 1945.), orden br. 4849 |
|  | Orden Lenjina                                               |
|  | Orden Crvene zastave, tri puta                              |
|  | Orden Patriotskog rata, I klase, dva puta                   |
|  | Orden Patriotskog rata, II klase                            |

## Vanjske poveznice
- Obituary in The Economist 20J